# Otto Löwenstein (Jurist)
Otto Löwenstein (* 9. Oktober 1833 in Frankfurt (Oder); †  11. September 1909 in Leipzig) war ein Senatspräsident am Reichsgericht.

## Leben
Sein Vater war der angesehene Frankfurter Arzt Jakob Samuel Löwenstein (1803–1868). 1857 wurde er Gerichtsassessor. 1861 wurde Löwenstein Kreisrichter in Spremberg. 1868 wurde er in seine Heimatstadt versetzt. Zum Appellationsgerichtsrat in Hamm wurde 1872 befördert. 1873 zog er für die Nationalliberalen in das Preußische Abgeordnetenhaus ein. 1877 bis 1879 stand er der Justizkommission des Abgeordnetenhauses vor. 1879 wurde er Landgerichtspräsident in Bielefeld. 1884 folgte seine Berufung an das Reichsgericht. 1896 wurde er zum Senatspräsidenten ernannt. Zunächst saß er dem 2. Strafsenat, dann dem 5. Zivilsenat vor. 
1897 wurde Otto Löwenstein seine jüdische Abstammung bei einer Verhandlung des Reichsgerichts vorgehalten.
1907 trat er in den Ruhestand.

## Ehrungen
- Wirklicher Geheimer Rat
- Ehrendoktor der Universität Leipzig (1895)[5]

## Werke
- Die Vormundschafts-Ordnung vom 5. Juli 1875 mit den darauf bezüglichen Gesetzen, 2 Auflagen, Berlin 1876, 1878.

Rezensionen hierzu 
1. Hartmann: Zeitschrift für Gesetzgebung und Praxis auf dem Gebiete des deutschen öffentlichen Rechtes, Jg. 4 (1878) S. 200
2. Beiträge zur Erläuterung des deutschen Rechts Jg. 24 = 3.F. Jg. 4 (1880), S. 142